# Rhyacophila harmstoni
Rhyacophila harmstoni är en nattsländeart som beskrevs av Ross 1944. Rhyacophila harmstoni ingår i släktet Rhyacophila och familjen rovnattsländor. Inga underarter finns listade i Catalogue of Life.